# Federalistische Revolutie

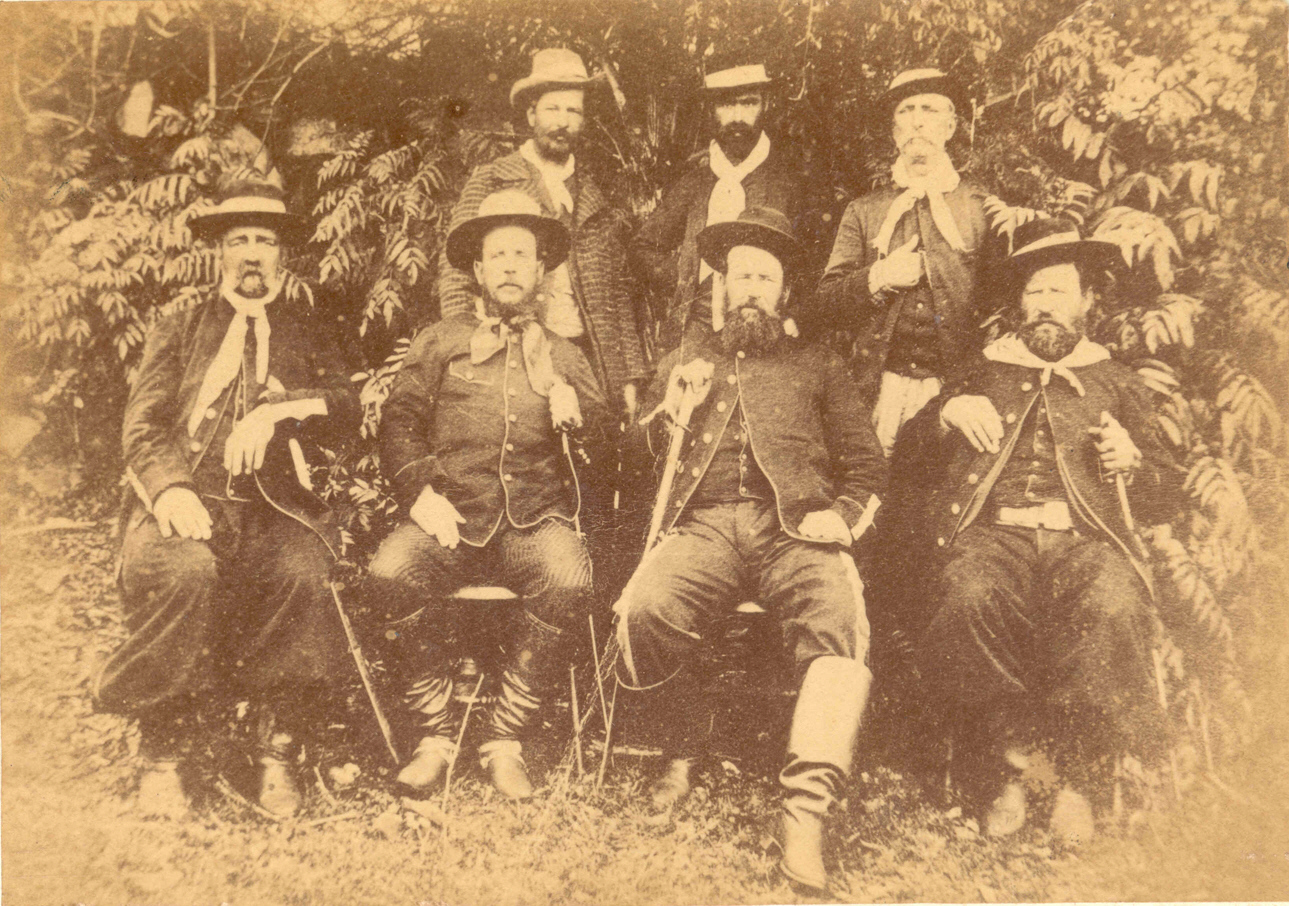
Gumercindo Saraiva, Aparicio Saravia en andere opstandelingen, 1893

De Federalistische Revolutie (Portugees: Revolução Federalista), was een opstand tegen de Braziliaanse overheid in het zuiden van het land na de proclamatie van de Republiek Brazilië in 1889. De opstand liep uit op een burgeroorlog tussen de overheid, die een gecentraliseerde overheid steunden, en de rebellen, die meer autonomie voor de deelstaten eisten. Het conflict eindigde in 1895 met de nederlaag van de rebellen.

## Achtergrond
Op 16 november 1889 werd de Republiek Brazilië uitgeroepen. Brazilië werd van een relatief gecentraliseerde monarchie onder keizer Peter II een federale republiek met autonomie voor de deelstaten. Voor sommige politici in de deelstaten ging deze autonomie niet ver genoeg. Bovendien streefde de centrale regering te Rio de Janeiro er steeds naar de autonomie van de deelstaten in te perken. Dit resulteerde in de vorming van federalistische partijen. De federalisten verzetten zich naast het streven van meer autonomie voor de deelstaten, ook naar meer democratie.

### Situatie in Rio Grande do Sul

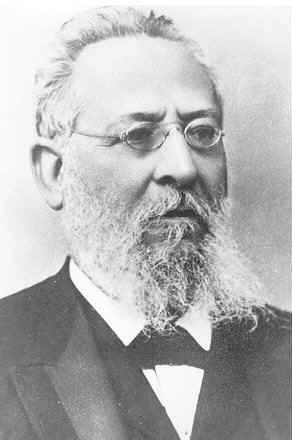
Gaspar da Silveira Martins

In de deelstaat Rio Grande do Sul vormde in 1892 de Federalistische Partij van Rio Grande do Sul (Partido Federalista do Rio Grande do Sul) van Gaspar da Silveira Martins. Gaspar Silveira Martins was senator en minister van Financiën geweest tijdens de monarchie. Hij was een fel tegenstander van de president van Rio Grande do Sul, Júlio de Castilhos en diens volgelingen die sinds de instelling van de republiek (1892) de deelstaat Rio Grande do Sul op autocratische wijze bestuurde. Júlio de Castilhos had eigenhandig de grondwet van de deelstaat geschreven en hem door de Nationale Vergadering van de deelstaat gedrukt (1891). De grondwet was doordrenkt met de positivistische ideeën van Auguste Comte. De federalisten waren tegen het positivisme en tegen het autocratische bewind van president Júlio de Castilhos. De spanningen tussen de aanhangers van Gaspar Silveira Martins, de Gasparistas en de aanhangers van Castilhos, de Castilhistas. De federalistische aanhangers van Silveira Martins zouden een sleutelrol vervullen in de Federalistische Revolte. Op 25 januari 1893 werd Castilhos opnieuw tot president van de deelstaat Rio Grande do Sul gekozen.

## Begin van het conflict
In januari 1893 waren er de spanningen tussen de federalisten en hun tegenstanders in Rio Grande do Sul zo hoog op, dat federalistische troepen onder leiding van generaal João Nunes da Silva Tavares, barão de Itaqui in opstand kwamen. Zij sloten de grens met Uruguay in het zuiden van de deelstaat af en op 25 januari 1893 werd de barão de Itaqui door de federalisten uitgeroepen tot president van Rio Grande do Sul en vormde een tegenregering. De barão de Itaqui vestigde zich met zijn tegenregering te Bagé, vlak bij de grens met Uruguay. De regering onder Castilhos, die in de hoofdstad van de deelstaat, Porto Alegre, resideerde. João Nunes da Silva Tavares stuurde zijn troepen in de richting van Porto Alegre om Castilhos van de troon te stoten. Zijn troepen sloten zich aan bij de troepen onder kolonel Gumercindo Saraiva, een caudilho. Zijn troepen bestonden voornamelijk uit Uruguayanen, iets wat door de nationalistische tegenstanders van de federalisten flink werd uitgebuit. Het gezamenlijke leger van João Nunes da Silva Travares en Gumercindo Saraiva kreeg de naam "Bevrijdingsleger" (Exército Libertador). Het Bevrijdingsleger telde aanvankelijk 3000 man, maar groeide al snel uit tot een leger van 12.000 man. De opstandelingen eisten het aftreden van Castilho als president van de deelstaat en het houden van een referendum over de toekomst van de deelstaat aan de orde te stellen. De regering in Porto Alegre stuurde op haar beurt een leger om te strijden tegen de federalistische opstandelingen. Op 4 april 1893 leden regeringstroepen een zware nederlaag tegen de federalistische opstandelingen. De federalisten behaalden vervolgens nog enkele overwinningen op de regeringstroepen. Gesteund door deze overwinningen raakten de federalisten in een euforische stemming en dachten er serieus over na om door te stoten naar Rio de Janeiro en de centrale regering van de Republiek Brazilië te vervangen.

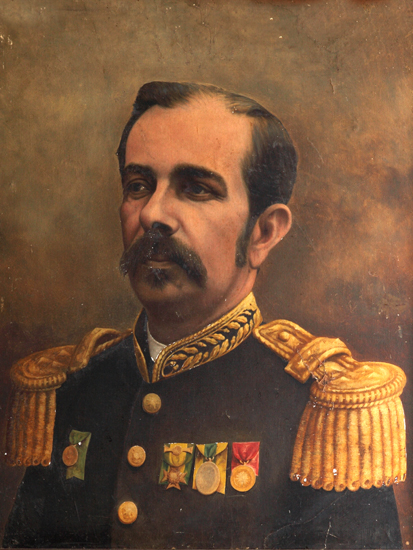
Floriano Vieira Peixoto

De centrale regering van de Republiek Brazilië onder leiding van president maarschalk Floriano Vieira Peixoto begon de ernst van de situatie in te zien en besloot Castilhos te steunen. Floriano koesterde weinig sympathie voor Castilhos, daar de laatste in 1891]de staatsgreep die Floriano aan de macht bracht indertijd weigerde te steunen. Maar de president was bang dat de federalisten inderdaad zouden doorstoten naar Rio de Janeiro. Maarschalk Floriano zond federale regeringstroepen onder generaal Hipólito Ribeiro naar Rio Grande do Sul om Castilho te helpen.

## Keerpunt
Generaal Ribeiro voerde het bevel over drie divisies. Hij mobiliseerde vervolgens de politie van de deelstaat. In mei 1893 leden de federalisten hun eerste nederlaag tegen de regeringstroepen bij de stad Alegrete. Dit was het keerpunt. Vanaf dit moment kregen de regeringstroepen, zij het stukje bij beetje, de overhand.
Kolonel Gumercindo Saraiva vestigde zijn hoofdkwartier in de stad Dom Pedrito in het zuiden van Rio Grande do Sul. Vanuit deze stad gaf hij zijn troepen de opdracht om aanvallen uit de voeren op de regeringstroepen. Het ging om kleinschalige aanvallen, maar de regeringstroepen verzwakten hierdoor toch.
In het najaar van 1893 en het voorjaar van 1894 werd er ook gevochten in de deelstaten Santa Catarina en Paraná. Deze twee deelstaten liggen ten noorden van Rio Grande do Sul. De federalistische opstandelingen trachtten naar het noordoosten door te stoten om Rio de Janeiro te kunnen belegeren. Kolonel Gomes Carneiro, de bevelhebber van de regeringstroepen in de stad Lapa in de deelstaat Paraná voorkwam de doortocht van de federalisten. Hij hield ze tegen waardoor de regeringstroepen in de deelstaat Rio de Janeiro meer tijd kregen om te mobiliseren. De moedige kolonel Gomes Carneiro stierf in februari 1894, zonder dat hij zich had overgeven aan de vijand. Zijn lichaam is bijgezet in het Panteon dos Heroes ("Panthéon van de Helden").

### Inbreng van de marineofficieren
De leiders van de in september 1893 uitgebroken Marineopstand (Revolta da Armada) hadden zich inmiddels bij de opstandelingen aangesloten. Admiraal Custódio de Melo en diens mannen bezetten de havenstad Desterro, het huidige Florianópolis. Custódio de Melo riep zichzelf uit tot staatshoofd van Brazilië. In april 1894, nadat zijn vlaggenschip door de regeringstroepen tot zinken was gebracht, zag Custódio de Melo zich gedwongen om zich over te geven. Ook de andere admiraals en marineofficieren gaven zich over. Alleen admiraal Saldanha da Gama weigerde zich over te geven. Hij stierf op het heetst van de strijd op 24 juni 1895 te Campo Osório (Rio Grande do Sul).

## Dood van Gumercindo Saraiva en vrede

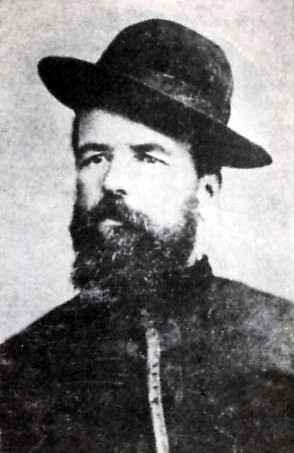
Kolonel Gumercindo Saraiva

Kolonel Gumercindo Saraiva sneuvelde op 10 augustus 1894 toen hij en zijn mannen bezig waren aan de terugtocht. Door de dood van Gumercindo Saraiva (1894) en Saldanha da Gama (1895] waren de opstandelingen van hun voornaamste leiders beroofd. De federalisten hadden nu alleen nog de barão de Itaqui als voornaamste leider. De federalisten besloten zich over te geven.
Op 20 augustus 1895 werd de vrede getekend. Namens de nieuwe president, Prudente de Morais, tekende generaal Galvão de Queirós te Pelotas de vrede met de federalisten. De strijd was voorbij. Zeker 10.000 mensen waren omgekomen en er waren natuurlijk ook talrijke gewonden.
Met het einde van dit conflict dat aanvankelijk bedoeld was om de federale regering van Rio Grande do Sul van Castilhos ten val te brengen, maar uiteindelijk uitmondde in een burgeroorlog met als doel het ten val brengen van de centrale regering in Rio de Janeiro, betekende het einde van het federalisme als politieke macht in Brazilië.

## Wetenswaardigheden
- De naam van de stad Desterro werd na Federalistische Revolte gewijzigd in Florianópolis (genoemd naar president maarschalk Floriano Vieira Peixoto).
- Bij Lapa werd na de Federalistische Revolte de Panteon dos Heroes ("Pantheon van de Helden"). Hier werden de lichamen van de (regerings)soldaten begraven die hun leven lieten bij de verdediging van Lapa. Ook het stoffelijk overschot van kolonel Gomes Carneiro ligt hier.

## Afbeeldingen

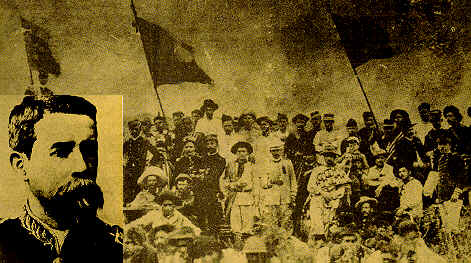
Kolonel Gomes Carneiro (inzet) en zijn mannen
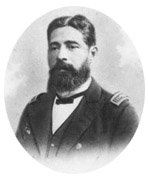
Admiraal Saldanha da Gama
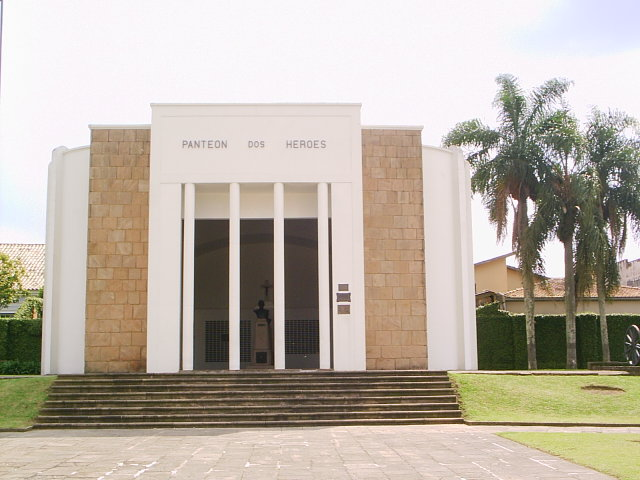
Het Panteon dos Heroes ("Pantheon van de Helden"), Laga, deelstaat Paraná